# Ciemne promieniowanie
Ciemne promieniowanie – hipotetyczne promieniowanie emitowane przez ciemną materię i tylko z nią oddziałujące. Może być związane z oddziaływaniem podobnym do elektromagnetycznego, lecz słabszym od niego o przynajmniej dwa rzędy wielkości.